# Medalha "Pela Coragem"
A Medalha "Pela Coragem" ou Medalha "Pelo Valor" (em russo:  Медаль «За отвагу», transl. Medalʹ «Za otvahu») foi uma condecoração estatal da URSS, concedida por coragem e bravura demonstradas em combate, no cumprimento de missões especiais voltadas à segurança do Estado e na defesa dos direitos constitucionais dos cidadãos, em situações que envolvam risco de vida. Foi instituída pelo Decreto do Presidium do Soviete Supremo da URSS em 17 de outubro de 1938. A medalha era concedida a militares do Exército Vermelho, da Marinha, das tropas de fronteira e internas, bem como a outros cidadãos da URSS. Era a mais alta medalha do sistema de condecorações da União Soviética. Foi restabelecida na Federação Russa em 2 de março de 1994.

## História

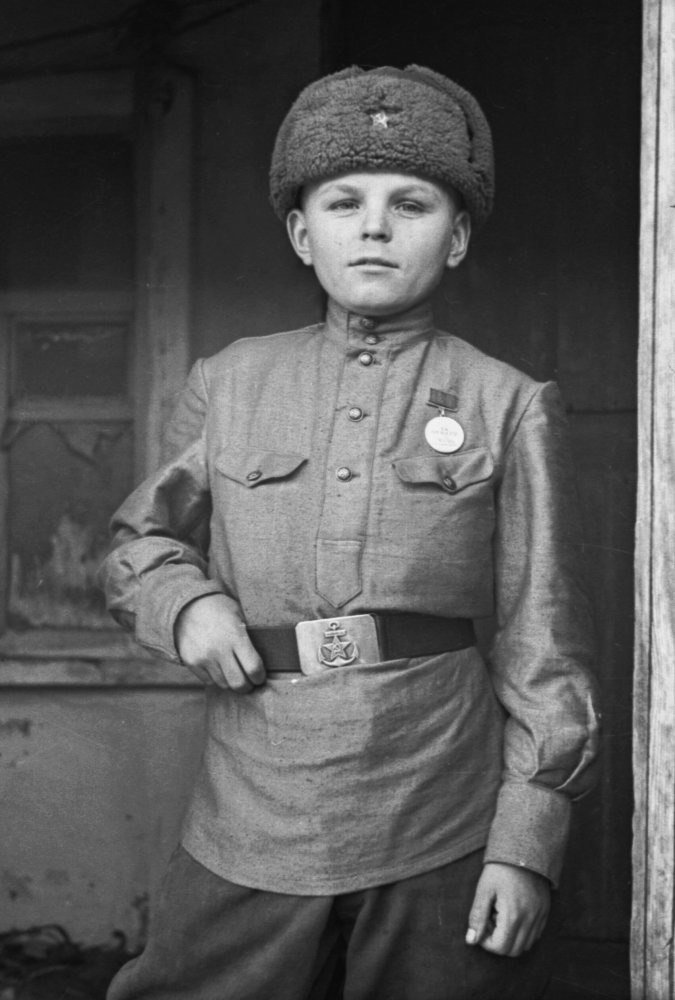
Zhenia Seriogin, 14 anos, condecorado com a Medalha "Pela Coragem", 1943, foto de Sergei Strunnikov.

A Medalha "Pela Coragem" foi criada por decisão do Presidium do Soviete Supremo da URSS em 17 de outubro de 1938. Foi concedida a soldados do Exército Vermelho, da Marinha, das tropas de fronteira e internas, bem como a outros cidadãos da URSS. No regulamento da medalha está escrito: "A Medalha 'Pela Coragem' é instituída para premiar a coragem pessoal e a bravura demonstradas na defesa da Pátria Socialista e no cumprimento do dever militar. A medalha era concedida a militares do Exército Vermelho, da Marinha, das tropas de fronteira e internas, bem como a outros cidadãos da URSS". Era a mais alta medalha do sistema de condecorações da União Soviética.
As primeiras medalhas foram concedidas por decreto de 19 de outubro de 1938 a 62 militares. Pelo primeiro decreto nominal, de 22 de outubro de 1938, foram premiados os soldados de fronteira N. E. Gulyaev e B. F. Grigoryev, por deterem um grupo de sabotadores durante a Batalha do Lago Khasan. Em 25 de outubro de 1938, 1326 pessoas foram condecoradas — militares, familiares de comandantes, funcionários de hospitais e da marinha mercante — por bravura e dedicação na defesa da área do Lago Khasan. Antes da Grande Guerra Patriótica, cerca de 26 mil pessoas foram agraciadas, por defender as fronteiras do Estado e durante a guerra soviético-finlandesa.
As regras de uso da medalha, a cor da fita e sua posição na barra de condecorações foram aprovadas pelo Decreto do Presidium do Soviete Supremo da URSS de 19 de junho de 1943. Durante a Grande Guerra Patriótica (1941–1945), mais de 4 milhões de medalhas foram concedidas. Alguns soldados receberam a medalha quatro, cinco ou até seis vezes, como Semion Gretsov.
Foi instituída paralelamente a Medalha "Pelos Méritos de Combate", entregue a militares e civis que, com ações hábeis, ousadas e arriscadas, contribuíram para o sucesso das operações militares. Essas foram, de fato, as primeiras medalhas soviéticas, com exceção da comemorativa dos 20 anos do Exército Vermelho.
A Medalha "Pela Coragem" logo se tornou especialmente respeitada entre os veteranos de guerra, pois era dada exclusivamente por bravura pessoal em combate, ao contrário de outras condecorações, muitas vezes concedidas apenas por participação. Era destinada principalmente a soldados e sargentos, mas também foi entregue a oficiais, em especial os de patentes inferiores.
Foi concedida também a pessoas que não eram cidadãs da URSS, por coragem pessoal e bravura demonstradas em batalhas contra os inimigos da pátria socialista, na proteção das fronteiras do Estado soviético e no cumprimento de funções militares em situações de risco de vida. Desde sua criação até 1991, foram entregues 4.569.893 medalhas, muitas postumamente.
A Medalha "Pela Coragem" desde o seu surgimento tornou-se especialmente respeitada e valorizada entre os veteranos de guerra, pois era concedida exclusivamente por bravura pessoal demonstrada em combate. Essa era a principal diferença da Medalha "Pela Coragem" em relação a outras medalhas e ordens, que muitas vezes eram entregues "pela participação". Em geral, a medalha era concedida a soldados e sargentos, mas também era entregue a oficiais (principalmente de patentes inferiores).
Os combatentes que serviam em unidades disciplinares do Exército Vermelho perdiam, durante o cumprimento da pena, sua patente militar e condecorações, que podiam ser restauradas após a libertação. Por atos de bravura, coragem e heroísmo, esses soldados podiam ser condecorados. Quase todas as condecorações concedidas em unidades disciplinares eram Medalhas "Pela Coragem".
Na canção de Vladimir Vysotsky “Batalhões Disciplinares” há os versos:

E se não pegares chumbo no peito,

Terás no peito a Medalha 'Pela Coragem'.
Ao todo, cerca de 4,6 milhões de pessoas foram condecoradas com a Medalha "Pela Coragem".
Pelo Decreto Presidencial № 442 de 2 de março de 1994, a Medalha "Pela Coragem" foi retida pela Federação Russa após a dissolução da União Soviética, com o mesmo design básico, exceto pela legenda "URSS" (em russo: СССР; romaniz.: SSSR) no anverso inferior. Seus critérios de premiação foram alterados em três ocasiões por três Decretos Presidenciais separados, № 19 de 6 de janeiro de 1999, № 444 de 17 de abril de 2003 e № 1099 de 7 de setembro de 2010.
Por Decreto do Presidente da Rússia de 13 de novembro de 1993, os primeiros a receber a Medalha da Federação Russa "Pela Coragem" foram soldados da 3.ª Brigada de Propósito Especial Separada do GRU, por realizarem missões especiais de combate na República do Tadjiquistão.

## Estatuto moderno
A Medalha "Pela Coragem" é concedida a militares, bem como a funcionários civis do Ministério do Interior da Federação Russa, do Corpo de Bombeiros Estatal do Ministério Russo de Defesa Civil, Situações de Emergência e Alívio de Desastres e outros cidadãos por coragem pessoal e bravura demonstradas em combate em defesa da Pátria e dos interesses públicos da Federação Russa; ao realizar tarefas especiais para garantir a segurança pública da Federação Russa; enquanto protege a fronteira estadual da Federação Russa; no exercício de funções militares, oficiais ou civis, na defesa dos direitos constitucionais dos cidadãos e noutras circunstâncias que impliquem risco de vida.
A concessão da Medalha "Pela Coragem" pode ocorrer postumamente.
A Ordem de Precedência da Federação Russa determina que a Medalha "Pela Coragem" deve ser usada no peito esquerdo com outras medalhas imediatamente após a Medalha da Ordem "Por Mérito à Pátria" de 2ª Classe.
Para ocasiões especiais e possível uso cotidiano, é prevista a utilização de uma cópia miniatura da Medalha "Pela Coragem", posicionada após a miniatura da Medalha da Ordem "Por Mérito à Pátria" de 2ª classe.
Quando usada no uniforme sob forma de barreta, a barreta da Medalha "Pela Coragem" é colocada após a barreta da Medalha da Ordem "Pelo Mérito à Pátria" de 2ª classe.

## Descrição
A Medalha "Pela Coragem" é de cor prateada e tem a forma circular, com 37 mm de diâmetro e uma borda em relevo em ambos os lados. No anverso da medalha, na parte superior, estão representados três aviões I-16 em voo. Abaixo dos aviões há a inscrição em duas linhas "PELA CORAGEM" (ЗА ОТВАГУ; ZA OTVAGU), com letras cobertas por esmalte vermelho. Sob a inscrição, aparece a imagem estilizada de um tanque T-35. Na parte inferior da medalha está a inscrição "URSS" (СССР; SSSR), também coberta com esmalte vermelho. No reverso, consta o número da medalha numa linha horizontal na metade inferior e uma marca do fabricante abaixo. A medalha é presa por um anel a uma base pentagonal coberta por uma fita moiré de seda. A fita é de cor cinza com duas listras longitudinais azuis nas bordas, com largura total de 24 mm. A largura das listras é de 2 mm. Originalmente, a Medalha "Pela Coragem" era fixada a uma base quadrangular coberta por uma fita vermelha.
| 1938 URSS (37 mm) | 1943 URSS (37 mm) | 1992 Rússia (37 mm) | 1994 Rússia (34 mm) |
| безрамки          | безрамки          | безрамки            | безрамки            |
| ----------------- | ----------------- | ------------------- | ------------------- |

## Recipientes notáveis

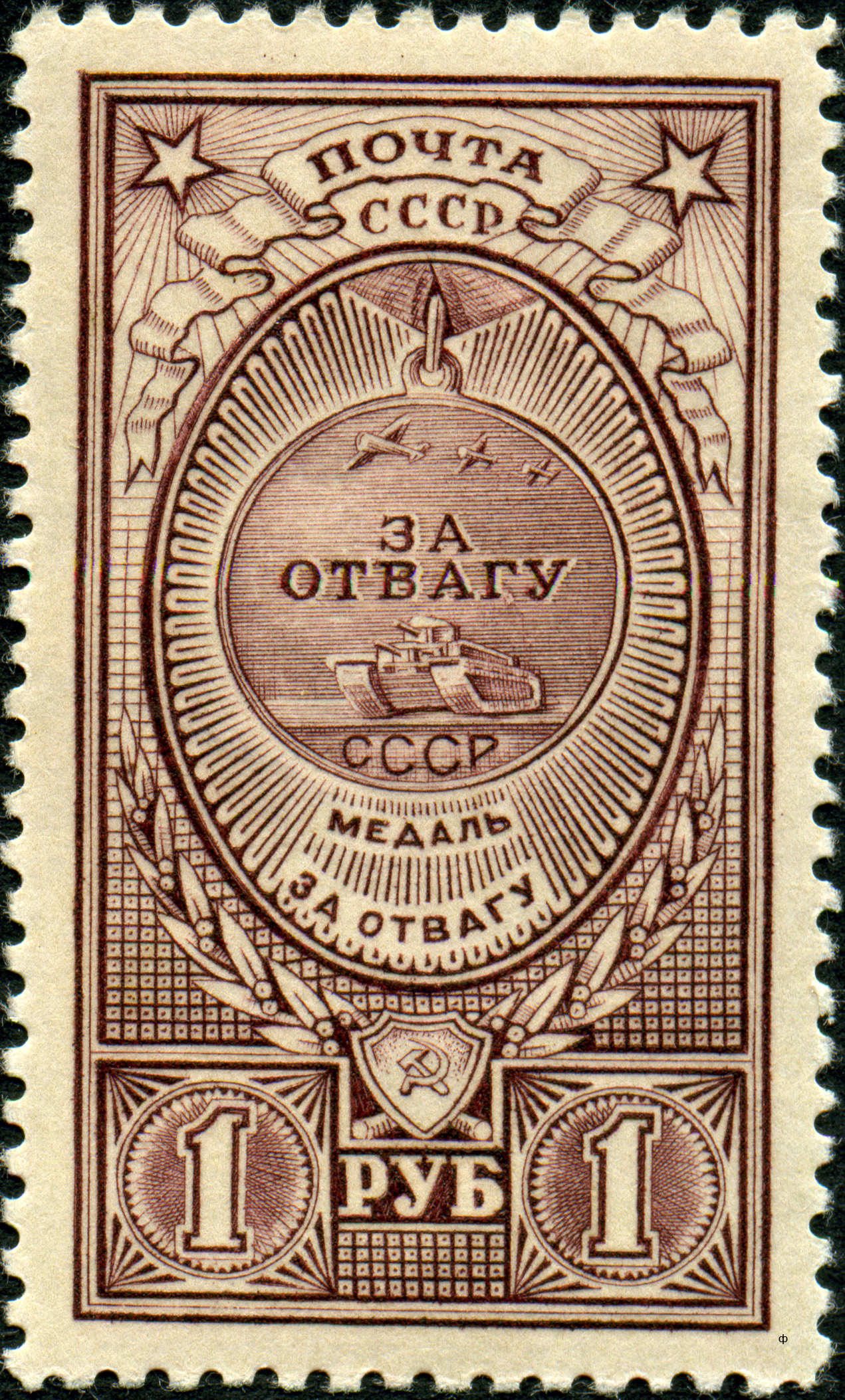
Medalha em selo postal da URSS de 1946

Abaixo, os recipientes notáveis por terem recebido um número significativo de medalhas:

### Seis medalhas
É conhecido um caso único de concessão de seis medalhas "Pela Coragem":
- Semion Vassilievitch Gretsov (1902–1975) — sargento do serviço médico, natural do Oblast de Kursk. Todas as seis medalhas estão preservadas no Museu de História Regional de Stary Oskol.[14][15]

### Cinco medalhas
Durante a Grande Guerra Patriótica (1941–1945), cinco medalhas "Pela Coragem" foram concedidas a:
- Aleksei Vassilievitch Bublikov (1925–2014) — participante da Segunda Guerra Mundial, viveu na cidade de Vasilkov, Ucrânia.[16]
- Aleksei Nikolaevitch Voronov (1923–2021) — cabo da Guarda. Metralhador do 220.º Regimento de Infantaria: 25.05.1943, 01.08.1944,[17] 18.09.1944, 12.11.1944,[17] 14.02.1945.[18]
- Pavel Fiodorovitch Gribkov (1922–2015) — batedor. Responsável pelo Museu da Glória Militar e do Trabalho junto ao Conselho de Veteranos da cidade de Petropavlovsk-Kamchatski.[14][19]
- Ostap Artiomovitch Daniliuk (1920 — após 1985) — motorista do 641.º aiptap da 1ª Frente Ucraniana, anteriormente motorista do 482.º aminp da Frente Noroeste. Foi condecorado com a medalha "Pela Libertação de Praga",[20] "Pela Vitória sobre a Alemanha",[21] Ordem da Guerra Patriótica de 2ª classe (1985)[22] e cinco medalhas "Pela Coragem" por ordens de: 17.05.1945,[23] 19.02.1945,[24] 20.06.1944, 28.08.1943 [25] e abril de 1944.
- Maksim Nikiforovitch Zakharov (1913–1995) — sargento artilheiro do 150.º Regimento de Artilharia Antitanque, 5.ª Brigada Independente da Ordem de Suvorov do RGK.
- Stepan Mikhailovitch Zolnikov (1919–2014?) — participante do Desfile da Vitória, sargento morteirista da 8.ª Brigada de Fuzileiros de Guardas. Durante a guerra foi condecorado com cinco medalhas "Pela Coragem" e a Ordem da Glória de 3ª classe. Doutor em Ciências Médicas, viveu em Moscou.
- Aleksei Ivanovitch Ivanov (1906–?) — sargento da Guarda. Escriturário do 188.º Regimento de Infantaria da 63.ª Divisão de Infantaria de Guardas, natural da aldeia de Khozankino (atual distrito de Krasnochetaiski, Chuváchia).[26] Datas das condecorações: 15.02.1943 (como soldado do 388.º Regimento da 172.ª Divisão),[27] 03.07.1944,[28] 25.09.1944,[29] 03.03.1945,[30] 09.06.1945.[31]
- Sergei Fiedorovitch Ivanov (1925–?) — sargento sênior. Comandante de equipe da 331.ª Divisão de Infantaria: 03.06.1944, 03.07.1944, 07.11.1944, 08.12.1944, 07.03.1945.[32]
- Vera Sergeevna Ippolitova (depois de casada — Potapova; nascida em 1921) — sargento da Guarda. Subcomandante de pelotão da 3ª. Companhia do 3.º Batalhão da 71.ª Brigada de Infantaria Naval Independente, depois serviu como instrutora médica no 188.º Regimento de Infantaria da 63.ª Divisão de Guardas.[14][33]
- Savelii Konstantinovich Karachunov (1917–?) — sargento júnior da Guarda, batedor: 01.09.1944, 01.10.1944, 15.02.1945, 15.03.1945, 20.04.1945.[14][18]
- Fiedot Ilitch Krasnov (29.04.1918–08.02.2000) — sargento sênior da Guarda. Comandante de esquadrão do 194,º Regimento de Guardas da Ordem de Alexandre Nevsky da 64.ª Divisão de Guardas: 23.01.1944, 18.05.1944, 12.07.1944, 03.03.1945, 14.06.1945.[14][32]
- Mikhail Ivanovitch Meteliov (1922–?) — sargento da Guarda, comandante de peça de artilharia do 98.º Regimento de Artilharia de Guardas da 48.ª Divisão de Guardas. Recebeu cinco medalhas "Pela Coragem" por ordens de: 27.01.1943,[34] 06.07.1944,[35] 01.04.1945,[36] abril de 1945,[37] 31.05.1945.[38]
- Nikolai Vasilievich Prokofiev (1923–?) — sargento. Operador de rádio do 426.º Batalhão de Comunicações da 173.ª Divisão de Infantaria: 08.09.1943, 01.06.1944, 23.07.1944, 14.02.1945, 21.04.1945.[14][19]
- Vassili Nikitovitch Telikh (1920 — após 1985) — observador-batedor da bateria de canhões de 76 mm do 1310.º Regimento da 19ª Divisão de Infantaria: 21.10.1944,[39] 23.12.1944,[40] 15.12.1944,[41] 07.03.1945,[42] 18.05.1945.[43] Em 1985 recebeu a Ordem da Guerra Patriótica de 2ª classe.[44]

### Quatro medalhas
- Viktor Petrovitch Petrov (1924–2003) — militar soviético. Metralhador de batalhão motorizado, atirador de elite, municiador e comandante de peça da bateria de canhões de 45 mm do 12.º Regimento de Infantaria de Guardas da 5.ª Divisão de Infantaria de Guardas; sargento da Guarda (22.03.1943, 24.10.1944, 05.02.1945, 10.05.1945).[45]